# Stabiae

Stabiae und der Ausbruch des Vesuv im Jahre 79 n. Chr.

Die Stadt Stabiae (heute Castellammare di Stabia) war eine römische Siedlung am Golf von Neapel, etwa 4,5 Kilometer südwestlich von Pompeji gelegen. Beim Ausbruch des Vulkans Vesuv im Jahre 79 n. Chr. wurde sie wie Pompeji und Herculaneum zerstört.

## Geschichte

Lage der Villen oberhalb Stabiae

In der Region Stabiae existierte bereits vor dem römischen Zeitalter eine Siedlung. 1957 wurden in einer zugehörigen Nekropole dreihundert Gräber entdeckt, die aufgrund von Töpferwaren als Grabbeigaben in das 7. bis 3. Jahrhundert v. Chr. datiert werden konnten. Als kleiner Hafen stand Stabiae bereits seit dem 6. Jahrhundert v. Chr. im Schatten des deutlich größeren Hafens von Pompeji. 89. v. Chr. wurde Stabiae von Sulla im Zuge des Bundesgenossenkriegs weitgehend zerstört.
Der römische Admiral und Naturforscher Plinius der Ältere berichtete, dass die Stadt kurze Zeit später wieder aufgebaut und ein beliebter Ort für wohlhabende Römer wurde, die über mehrere Meilen entlang der Küste ihre Luxusvillen errichteten – einige auf der Ebene von Varano oberhalb der Stadt mit Panoramablick über die Bucht von Neapel. Stabiae war zudem für sein Quellwasser bekannt, dem heilende Eigenschaften zugeschrieben wurden.
Nach einem Brief seines Neffen Plinius des Jüngeren befand sich Plinius der Ältere beim Ausbruch des Vesuvs 79 n. Chr. auf der anderen Seite der Bucht beim römischen Flottenstützpunkt von Misenum. Von dort sei er mit mehreren Quadriremen Richtung Herculaneum gefahren, teils um den Ausbruch näher beobachten zu können, teils um dort wohnende Menschen zu retten. Aufgrund des heftigen Ascheregens habe er die Küste jedoch nicht erreichen können und stattdessen Stabiae angesteuert. Nach einer unruhigen Nacht habe man am Morgen die Gegend verlassen wollen. Plinius sei am Strand tot zusammengebrochen. Die Todesursache gilt bis heute als unklar. Als mögliche Ursachen werden in der Forschung Tod durch Ersticken, Vergiftung, Asthmaanfall, Herzinfarkt oder Schlaganfall diskutiert.
Plinius starb vermutlich während der sechsten und größten pyroklastischen Welle, die durch den Einsturz der Eruptionssäule verursacht wurde. Der sehr verdünnte äußere Rand dieser Welle erreichte Stabiae und hinterließ eine zwei Zentimeter feine Ascheschicht auf dem bereits zuvor niedergegangenen pyroklastischen Material, durch das einige Villen aus der Zeit zwischen der Zerstörung durch Sulla im Jahr 89 v. Chr. und dem Ausbruch des Vesuvs im Jahre 79 n. Chr. bis heute konserviert wurden und zu den schönsten Beispielen ihrer Art gehören.
Die ersten archäologischen Überreste von Stabiae wurden im Jahre 1749 entdeckt. Die ausgegrabenen Ruinen wurden jedoch nach der Entfernung ihrer Einrichtungsgegenstände und der am besten erhaltenen Fresken wieder zugeschüttet und ihre Lage im Laufe der Zeit vergessen. Nach ihrer Wiederentdeckung 1950 wurde das Gelände 1957 zum archäologischen Schutzgebiet erklärt, und bis 1962 wurden einige der Ruinen wieder freigelegt. Dabei wurden nicht nur römische Gebäude, sondern auch solche vorangegangener Perioden entdeckt.
Die ausgegrabenen Villen gehören zwei unterschiedlichen Typen an: Neben den bereits erwähnten Luxusvillen wurden auch zahlreiche Villae Rusticae auf dem umgebenden Land ausgegraben, die als Zweckbauten weit weniger prachtvoll ausgestattet waren. Die Luxusvillen hingegen lagen zumeist auf der Hochebene unmittelbar an der Küste und waren zum Teil durch zum Strand führende Rampen direkt mit dem Meer verbunden, das sich in römischer Zeit wahrscheinlich nur zwischen 100 und 200 Meter vom Fuße des Hügels entfernt befand. Die Küstenlinie hat sich seitdem verändert, so dass die Ruinen heute weiter landeinwärts liegen als in der Antike.

## Villa Arianna

Grundriss der Villa Arianna

Die Villa Arianna ist eine der ältesten Villen in Stabiae und stammt aus dem zweiten Jahrhundert v. Chr. Die ursprüngliche Ausdehnung der Villa kann nicht genau bestimmt werden, da große Teile der Anlage den Abhang der Hochfläche hinuntergestürzt sind. Die Villa wurde zwischen 1757 und 1762 erstmals ausgegraben; sie ist nur durch eine schmale Gasse von einer weiteren Villa (dem „zweiten Komplex“) getrennt. Nach der Entfernung der besten Einrichtungsgegenstände und Fresken wurde die Villa wieder zugeschüttet. Die Ausgrabungen wurden 1950 wieder aufgenommen; in dieser Zeit erhielt die Villa den Namen Arianna nach einem Fresko an der gegenüberliegenden Wand des großen Trikliniums, das die von Theseus verlassene Ariadne darstellt.
Die Villa hat einen unkonventionellen Grundriss, der zum Teil auf die Hanglage des Grundstücks zurückzuführen ist. Sie erstreckt sich über drei Ebenen, die durch Erdrutsche entstanden sind. Eine Reihe von Unterbauten diente zur Stützung der darüber liegenden Räume.
Sicherlich lag die Hauptserie der Räume an der Vorderseite der obersten Ebene; einige dieser Zimmer hatten einen Blick sowohl auf das Meer auf der einen Seite als auch auf die Berge auf der anderen. Ein langer Tunnel (g) führte von den Ställen und Hofanlagen (h) unter den Wohnräumen zum Ufer.
Das Atrium (a) und die umliegenden Räume stammen aus der spätrepublikanischen Zeit. Das zugehörige Impluvium liegt in der Mitte eines schwarz-weißen Mosaikbodens mit breitem weißen Rand. Die Wände sind mit Wandmalereien im Ornamentalen Stil (auch Dritter pompejanischer Stil genannt, 20 v. Chr. – 50 n. Chr.) auf rotem und schwarzem Grund gestaltet.
Zwei Räume am Eingang des Atriums bewahren hingegen einen Großteil ihrer Dekoration im Architekturstil (Zweiter pompejanischer Stil, 80 – 20 v. Chr.), die u. a. kannelierten ionischen Säulen zeigt, die an einer erhöhten Wand eine Kassettendecke tragen.
In den angrenzenden Räumen wurden einige der wichtigsten Fresken des antiken Stabiae gefunden, darunter Die Amorettenhändlerin, die im 18. und 19. Jahrhundert zu den bekanntesten Kunstwerken aus der römischen Antike zählte und vielfach reproduziert wurde. Die meisten von ihnen wurden schon während der Bourbonenzeit im 18. Jahrhundert entfernt und sind heute im Archäologischen Nationalmuseum von Neapel zu sehen.

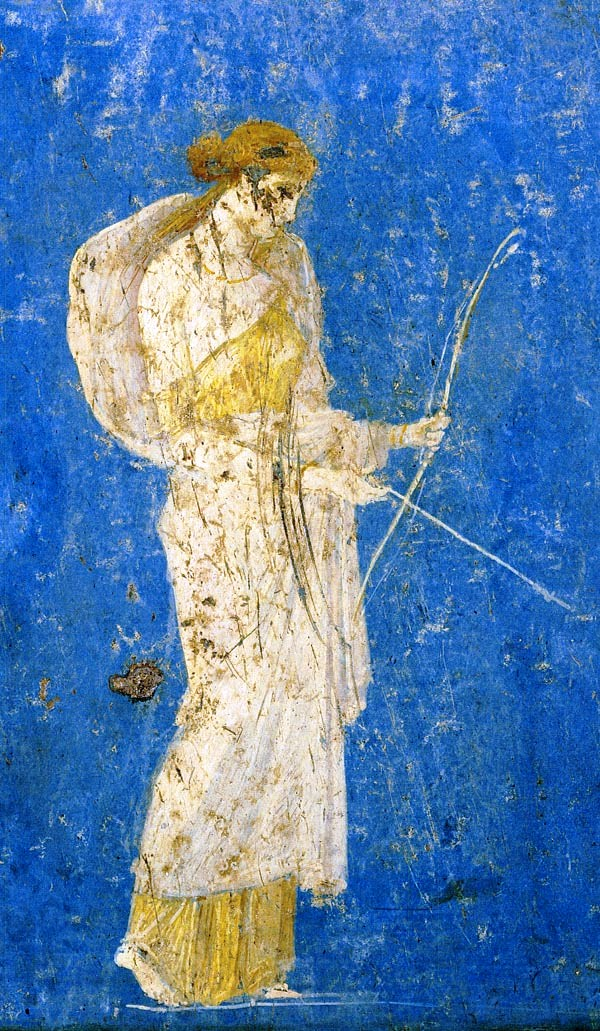
Diana
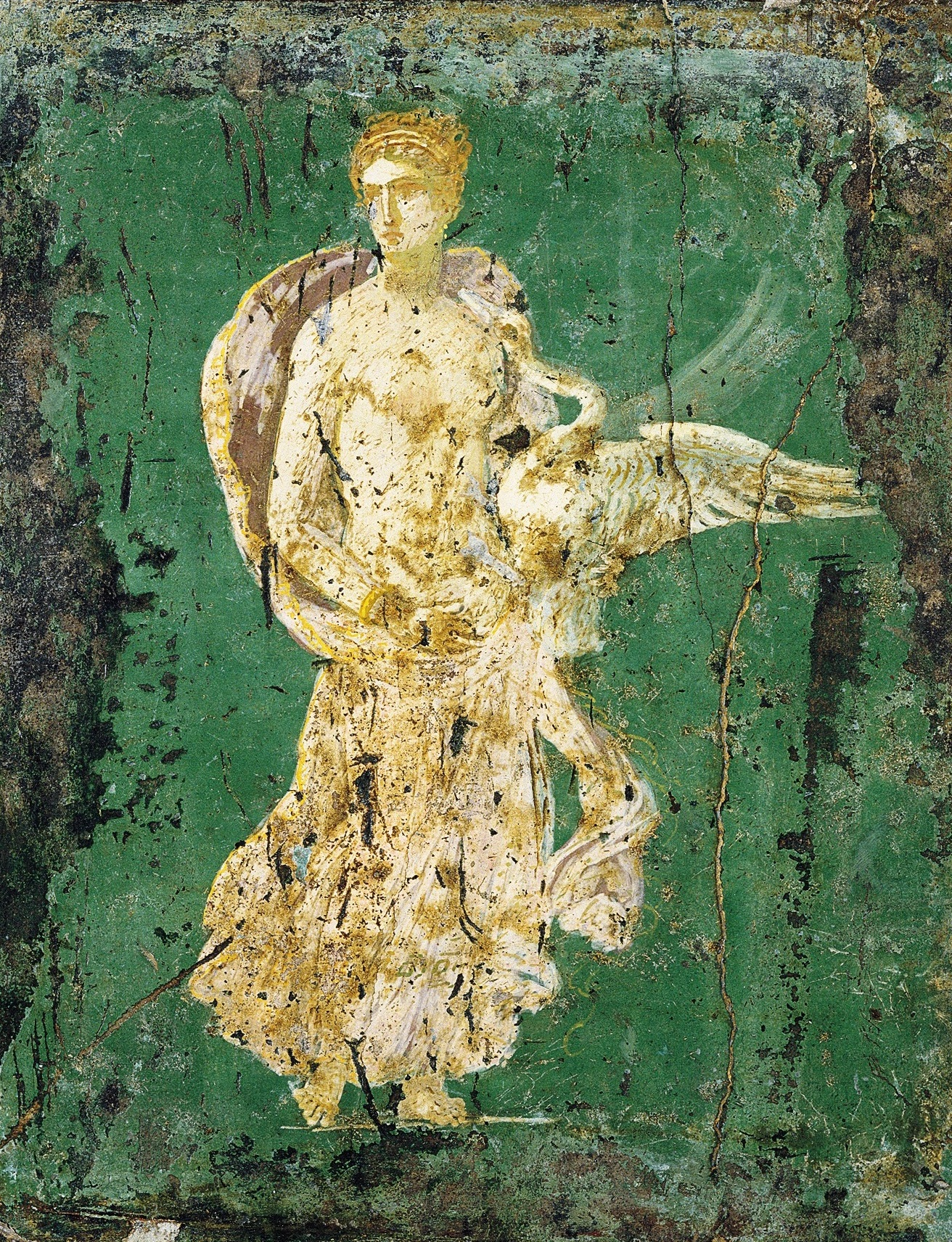
Leda
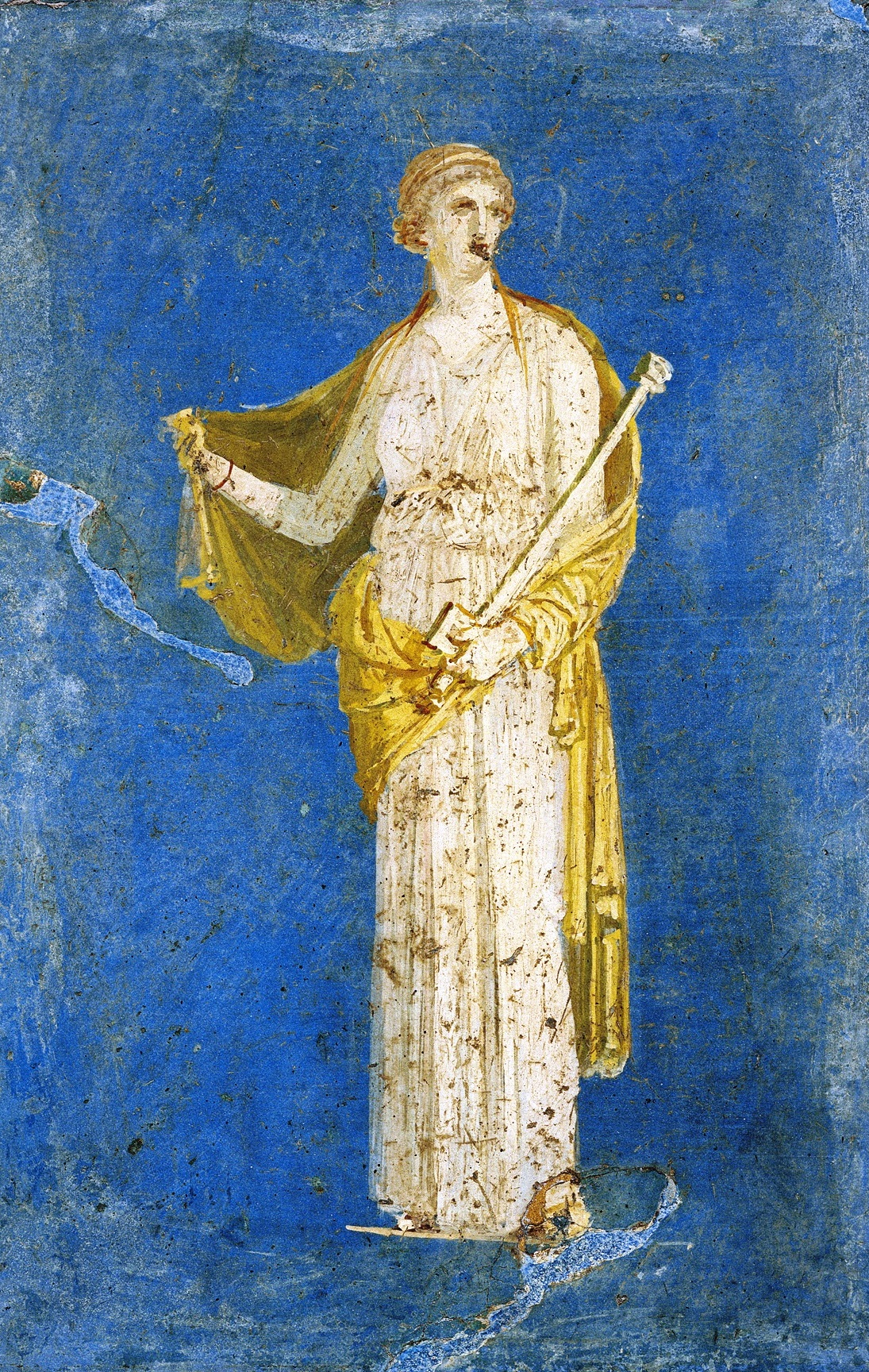
Medea
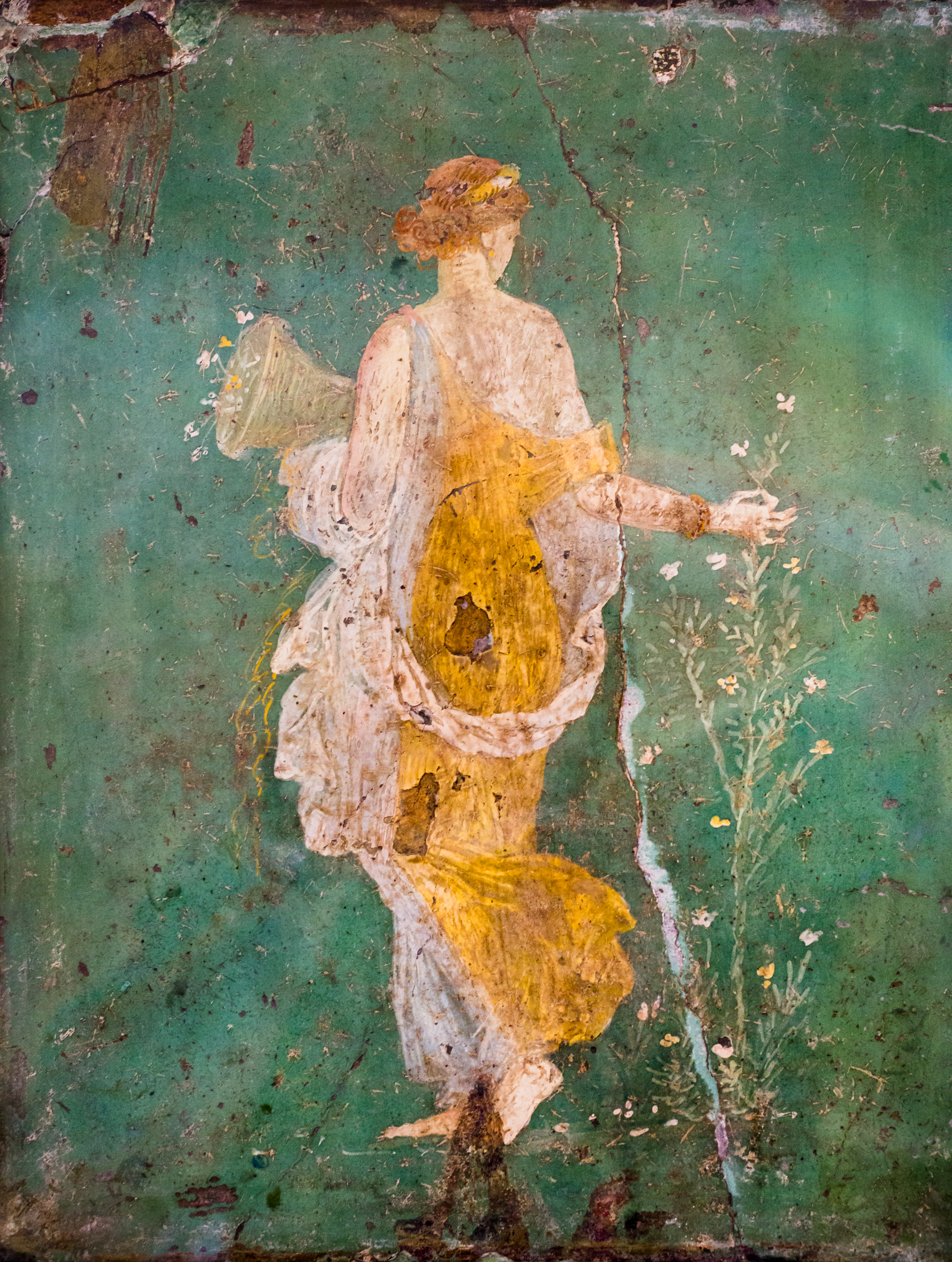
Flora
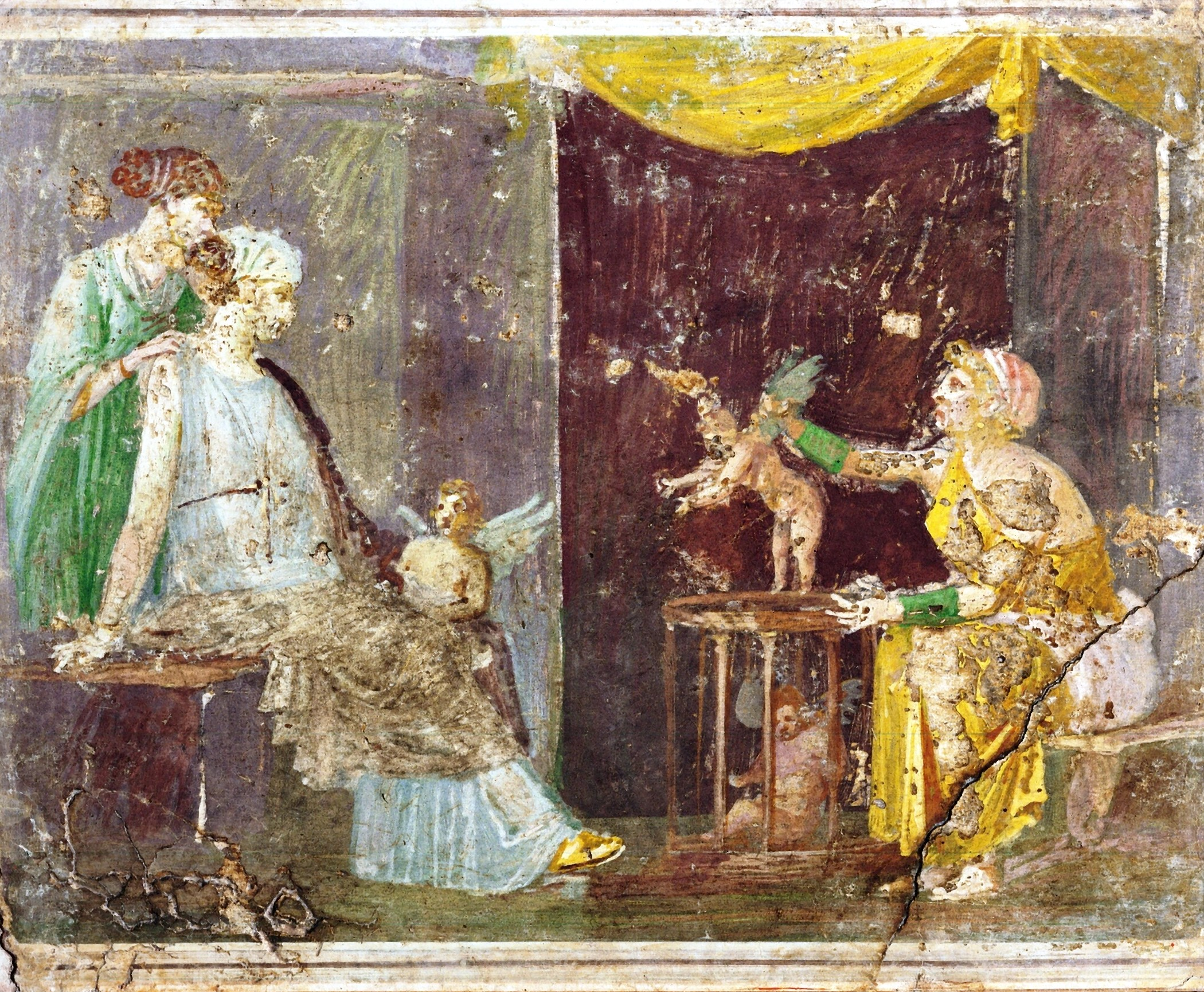
Die Amorettenhändlerin

Auf der Nordseite des Atriums befindet sich das Tablinum des Hausherrn. Auf der gegenüberliegenden Seite öffnete sich ein Durchgang ursprünglich auf ein quadratisches Peristyl (c), das während der Bourbonenzeit ausgegraben, später aber wieder zugeschüttet und noch nicht wieder erforscht wurde.

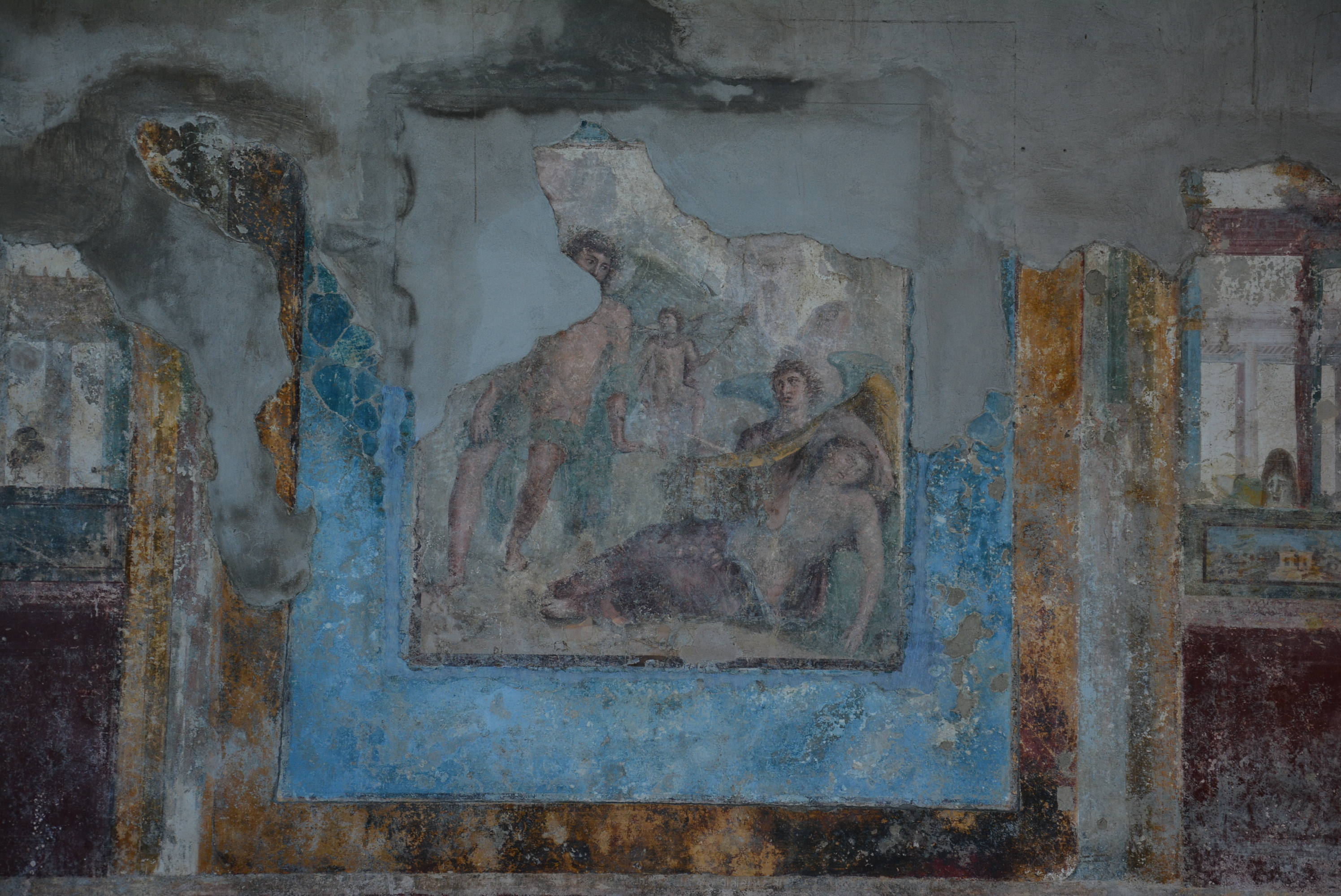
Triclinium

Das große Triclinium und die umliegenden Räume (d) datieren aus der Mitte des ersten Jahrhunderts n. Chr. Es ist im Phantasiestil (Vierter pompejanischer Stil, ab 50 n. Chr.) reich verziert mit mythologischen Szenen, die blau auf gelbem und rotem Grund über einem unteren roten und schwarzen Dekorfries gerahmt sind.
Das zentrale Bild an der Rückwand zeigt Ariadne, die von Theseus auf der Insel Naxos verlassen wurde. Im selben Raum befanden sich zwischen detailreichen Mustern auch die herausgebrochenen Fresken von Lykurgus und Ambrosia an der Ostwand und Hippolytus und Phaedra im Westen.
Die kleineren Räume um das Triclinium herum haben Wände in Rot oder Gelb mit minimalistischem Dekor, bestehend aus Cupidos, Flugfiguren, Miniaturlandschaften und Medaillons mit Büsten.
Einer dieser Räume hat ein ungewöhnliches gefliestes Muster. Über einem roten Zierfries enthalten die Kacheln bemalte Frauenfiguren und Putten in einer Abfolge, die alle vier Reihen wiederholt wird. Die erste Reihe zeigt abwechselnd weibliche Figuren und Vögel, gefolgt von Vögeln und Blumen in der zweiten, Blumen und Medaillons in der dritten Reihe und einer letzten, die mit Rosen durchsetzt ist.
In der Nähe befinden sich zwei Diaetae, die auf beiden Seiten eines Sommertricliniums platziert sind (e). Beide Räume sind im Phantasiestil bemalt mit einer Mischung aus Landschaften und Tieren wie Grillen, Vögel und Schmetterlingen.
Die Palästra (f) befindet sich am westlichen Ende der Villa und wurde dem Gebäude erst kurz vor dem Vesuv-Ausbruch hinzugefügt. Sie war etwa 104 Meter lang und 81 Meter breit, nach Vitruv die empfohlene Größe eines solchen Platzes. Die offene Fläche war von einer Kolonnade umgeben, die aus über 100 mit weißem Stuck bedeckten Säulen bestand.
Im Jahr 2007 wurde ein großer Garten in der Palästra gefunden. Im Laufe des Jahres 2009 wurde die gesamte Gartenfläche von vulkanischem Schutt befreit und die Fläche so gerastert, dass Pflanzenbeete, Sträucher und Bäume sowie Garteneinrichtungen (Brunnen, Zisternen und Randsteine für Beete) erfasst werden konnten. So wird es möglich sein, Pflanzen und Bäume zu identifizieren, die zum Zeitpunkt des Ausbruchs dort gewachsen sind.
Die Villa hatte eine eigene private Therme (i). Obwohl kleiner als die in anderen Villen in Stabiae, findet sich die vollständige Abfolge von Tepidarium, Caldarium und Frigidarium. An der südöstlichen Grundstücksgrenze lagen zahlreiche Versorgungsbereiche sowie Stallungen und Wirtschaftsgebäude (h).

## Zweiter Komplex

Grundriss des „Zweiten Komplexes“

Die so bezeichnete, schlechter erhaltene Villa befindet sich direkt neben der Villa Adrianna, von dieser nur durch eine schmale Gasse getrennt. Neuere Ausgrabungen ab 1967 brachten einen Teil des Peristyls und eine Reihe von Räumen zu Tage, die sich von der West- und Nordseite öffneten. Leider wurde einer dieser Räume, ein Oecus, später durch einen Erdrutsch zerstört.
Die ursprüngliche Villa scheint um das große rechteckige Peristyl (a) herum gebaut worden zu sein, an dessen westlichem Ende ein heute wieder zugeschütteter, quadratischer Fischteich (b) lag. Zu den südlich angrenzenden Räumen gehörten eine Küche und die privaten Thermen der Villa, bestehend aus einem Caldarium (c) mit einer Apsis am nördlichen Ende und einem Bad an der Südseite, einem Tepidarium (d) mit einem Bad und einem weiteren Raum (e) mit einer kreisförmigen Kuppel, wahrscheinlich einem Laconicum.
Die Kolonnade an der Nordseite des Peristyls besteht aus vierzehn stuckierten Säulen. Ein größerer Abstand in der nördlichen Säulenreihe markiert die Lage eines großen Tricliniums (f), das von einer Reihe von Räumen und Verbindungsgängen flankiert wird. Von der Wanddekoration in diesem Teil des Hauses ist wenig erhalten geblieben; die Mosaikböden hingegen waren in einem guten Zustand und befinden sich heute im Archäologischen Nationalmuseum in Neapel. Der weiße Mosaikboden mit einem zentralen, rechteckigen Bildfeld mit figürlichen Motiven war von einem schwarz-weißen Mäander begrenzt.

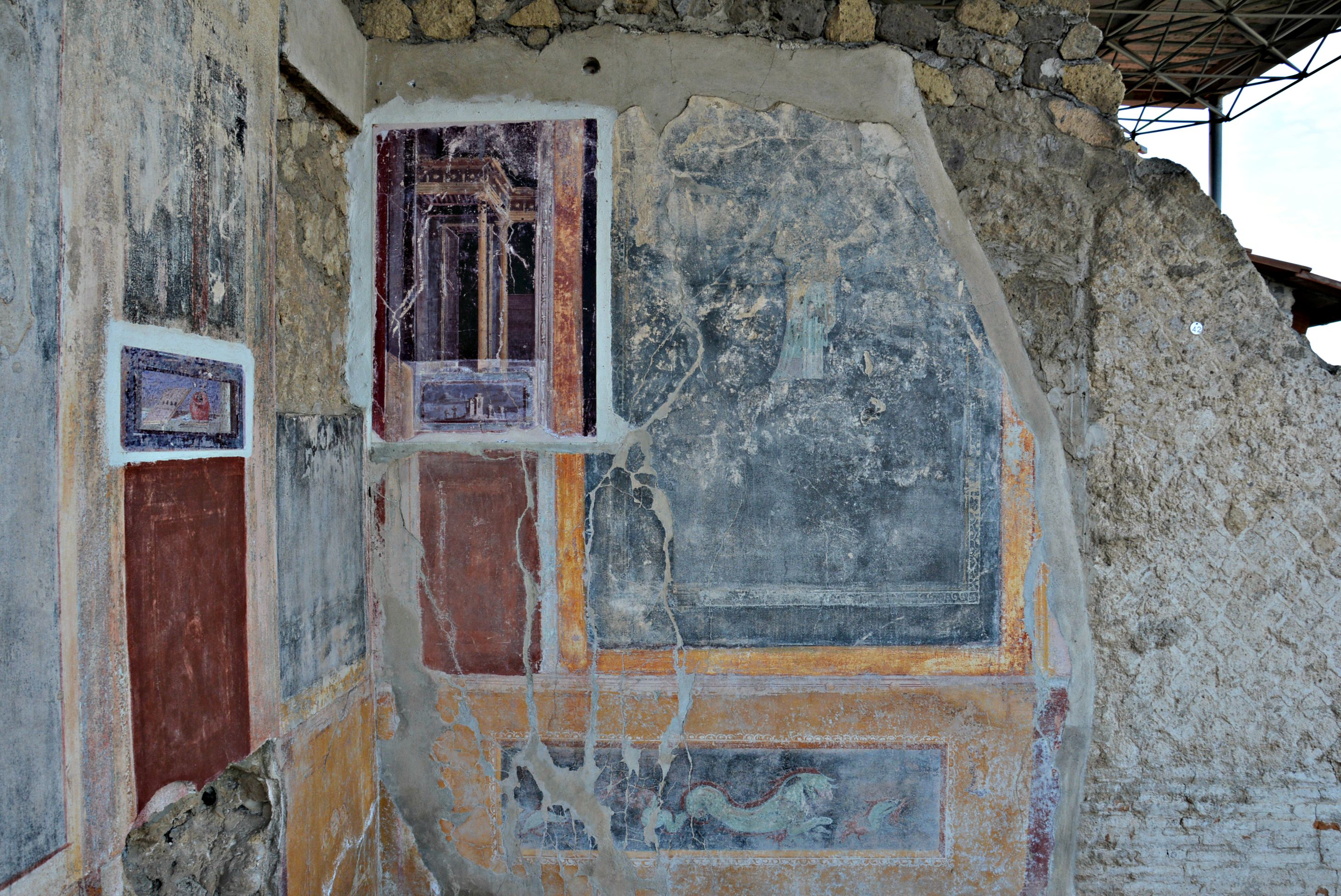
Wandmalerei im Zweiten Komplex

Die Westseite des Peristyls ist im Ornamentstil (dritter Stil) mit rot gerahmten Bildern auf schwarzem Grund oberhalb eines roten Frieses verziert. Die Räume auf dieser Seite des Peristils stammen wahrscheinlich aus kaiserlicher Zeit und liegen in einer anderen Achse als die früheren Räume. Diese Mauern, die größtenteils aus Opus reticulatum bestehen, sind viel besser erhalten als im Rest der Villa und sind ebenfalls im dritten Stil bemalt, meist auf schwarzem Grund.
Der erste dieser Räume (g) ist ein großer Oecus mit einer Tür und zwei Fenstern, die sich zur Kolonnade des Peristyls öffnen. Er hat einen Boden aus Opus sectile und Fresken im dritten Stil auf schwarzem Grund. Eine Tür auf der Nordseite öffnet sich zu einer Terrasse (h), während eine andere Tür in der Nordwestecke zu einem zweiten Oecus (i) führt, der ebenfalls Zugang zur Terrasse hat. Auch dieser Raum ist im dritten Stil mit schwarzen Tafeln auf rotem Grund über einem unteren schwarzen Fries dekoriert. Die Südwand dieses Raumes hat in der Mitte eine Exedra (j) im dritten Stil mit rot gerahmten Bildern über einem unteren schwarzen Fries.
Links neben der Exedra führt ein schmaler Durchgang, dessen Wände einfach mit Rohputz beschichtet wurden, zu einer offenen Fläche (k) im Süden. Auf der rechten Seite gelangt man durch einen zweiten Gang zu einem rechteckigen Raum (l), der an die Straße zwischen dem Komplex und der benachbarten Villa Arianna angrenzt. Neben diesem Korridor, auf der Westseite von Oecus (i), führt eine Tür zu Raum (m), der ebenfalls im dritten Stil ausgemalt ist.
Zwei Räume führen von der Nordseite dieses Raumes weg. Die Tür nach Westen öffnet sich zu einem großen Raum (n), der im dritten Stil auf einem schwarzen Boden mit roten Mittelpaneelen, einschließlich des Seepferdchens und des darunter abgebildeten Delfins, dekoriert ist. Der zweite Raum (o), der über die östliche Türöffnung betreten wird, hat eine unregelmäßige Form mit einem schmalen Eingang, der eher wie ein Durchgang wirkt. Der Raum ist, wie die anderen Räume auf der Westseite der Villa, im dritten Stil eingerichtet und hat einen weißen Mosaikboden, der von einem einfachen schwarzen Band begrenzt ist.

## Villa del Pastore

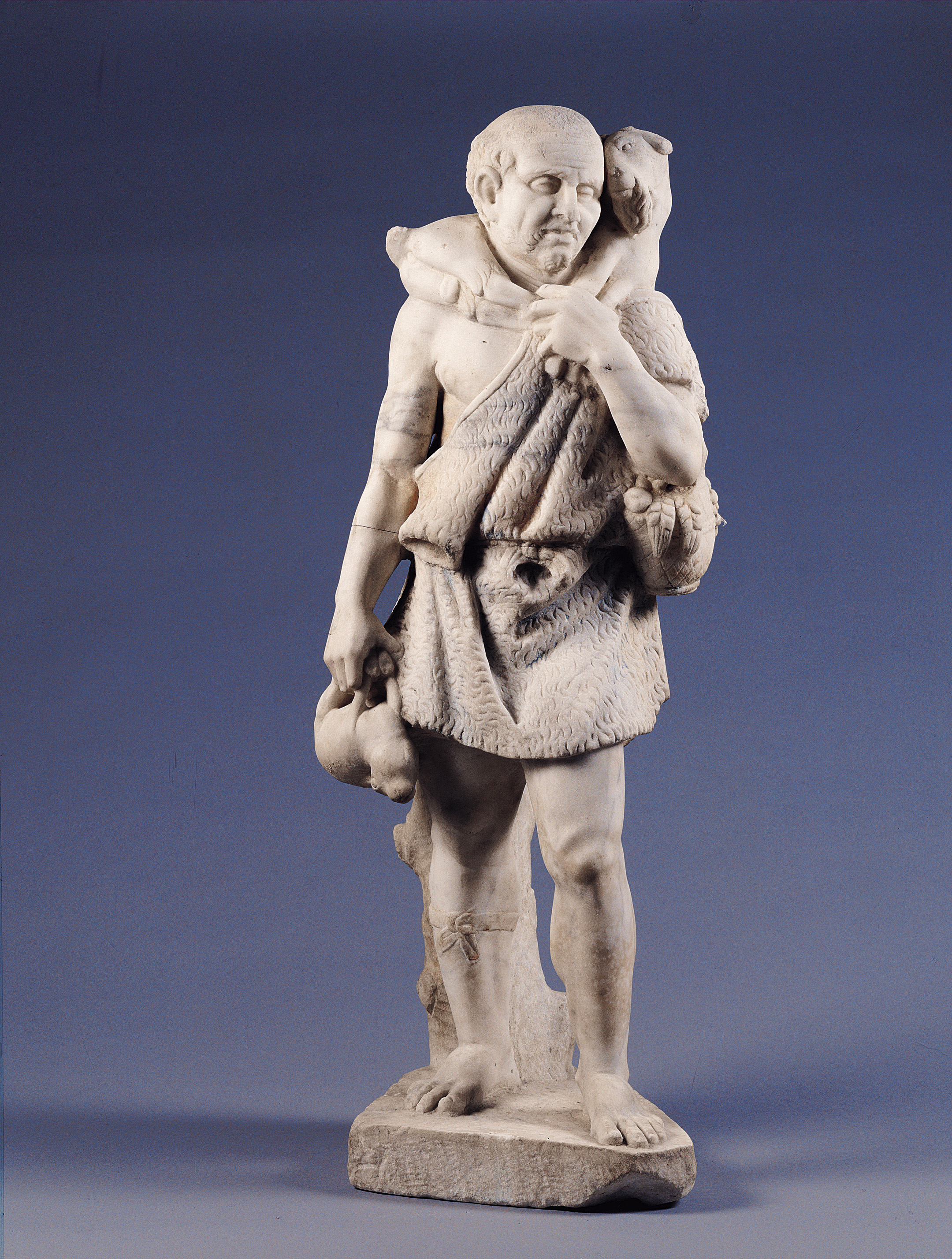
Figur des Hirten

Zwischen der Villa Arianna und der nördlich gelegenen Villa San Marco liegt die Villa del Pastore, benannt nach einer kleinen Statue eines Hirten, die an dieser Stelle entdeckt worden war. Die letzten Ausgrabungen hier (1967 - 68) wurden vom damaligen Gutsbesitzer finanziert. Seitdem versuchte man, Grundstücke zwischen Villa Arianna und Villa San Marco zu erwerben, um die Ausgrabungsflächen der Villen von Stabiae zu vereinigen. Da bürokratische Hindernisse diesem Vorhaben entgegenstanden, wurde die Villa dei Pastore 1970 erneut zugeschüttet, um sie so zu konservieren. Dies ist der Zustand bis auf den heutigen Tag.
Die Villa ist mit 19.000 Quadratmetern noch größer als die Villa San Marco und umfasst viele Zimmer, große Bäder und luxuriöse Gärten. Es fehlt jedoch an Wohnräumen, was darauf schließen lässt, dass es sich möglicherweise nicht um eine Residenz, sondern um ein Valetudinarium handelte, in dem die Menschen das berühmte Quellwasser von Stabiae nutzen konnten.

## Villa San Marco

Grundriss der Villa San Marco

Die 11.000 m² große Villa San Marco verdankt ihren Namen einer Kapelle, die dem heiligen Markus geweiht war und in der zweiten Hälfte des 18. Jahrhunderts auf diesem Gelände stand. Die Villa bestand anfänglich – in der Zeit des Augustus – aus einigen um ein quadratisches Atrium herum angeordneten Räumen(b).
Die Villa wurde während der Claudischen Zeit um einen Garten und ein Wasserbecken erweitert, das von einer dreiseitigen Portikus umgeben ist. Diese Ergänzungen veränderten den ursprünglichen Bauplan und ließen den Eingang (a) und den ursprünglichen Kern in einem Winkel zur neuen Achse liegen.
Die Villa wurde zwischen 1950 und 1962 ausgegraben. Der ursprüngliche Eigentümer ist ungewiss, obwohl Stempel auf Fliesen einen Hinweis darauf geben könnten, dass sich das Gebäude im Besitz von Narcissus befand, einem freigelassenen Sklaven des Kaisers Claudius.
Der aktuelle Eingang (a) besteht aus einer kleinen Veranda mit Steinbänken für Personen, die darauf warteten, vom Eigentümer empfangen zu werden.

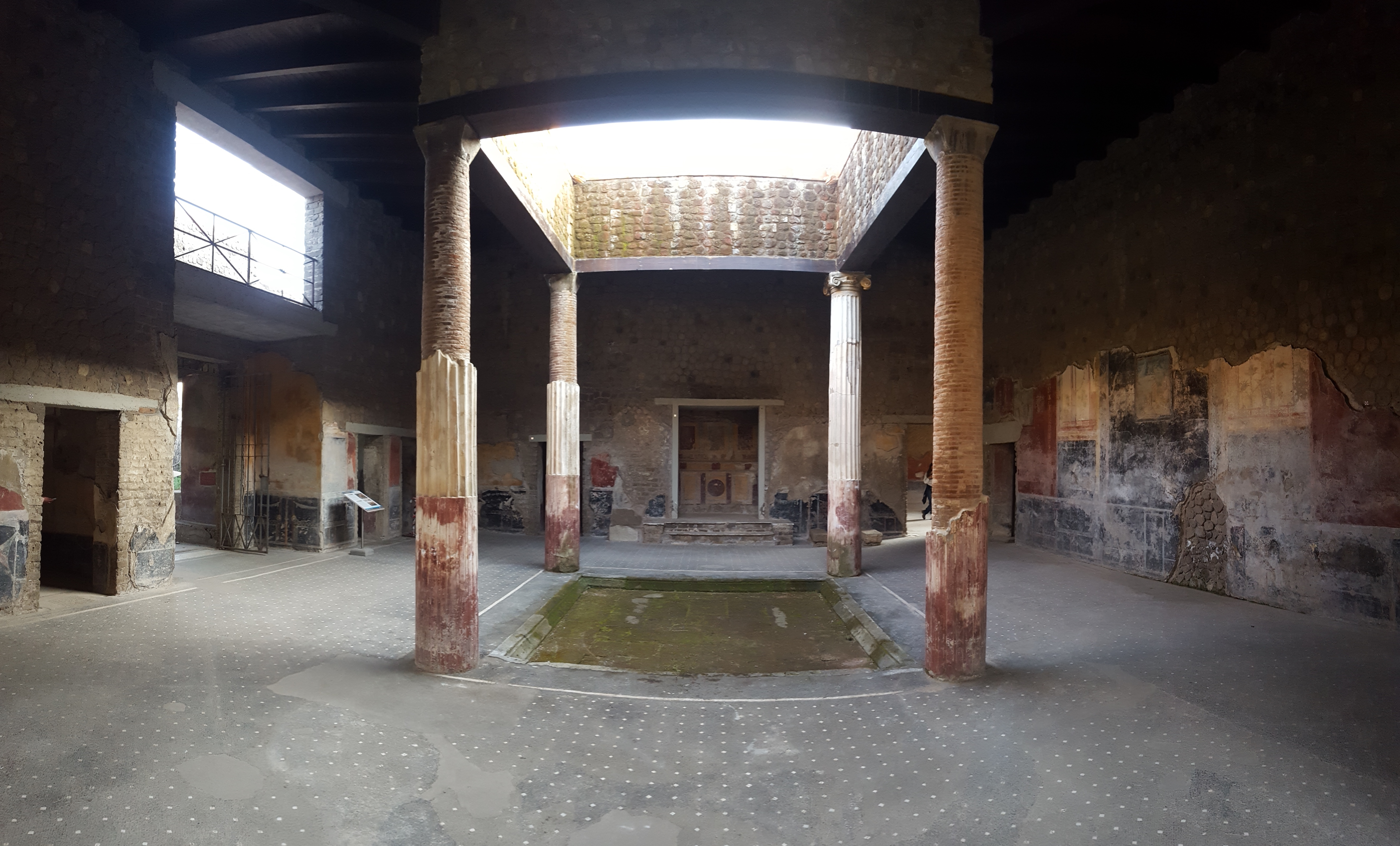
Atrium

Der Eingang führt zu einem Atrium (b) mit vier ionischen Säulen um ein zentrales Impluvium. Das Atrium ist im Phantasiestil (vierten Stil) mit roten, schwarzen und gelben Feldern über einem unteren schwarzen Fries dekoriert. Auf beiden Seiten des Eingangsvorraums befinden sich kleine Cubicula.
An der Südwestwand des Atriums entdeckt man neben einem dritten Cubiculum das Lararium (c), verziert mit Fresken, die Marmorgegenstände nachahmen. Rechts daneben findet man zwei Fundamente, auf denen vermutlich eine schwergewichtige Truhe stand.
Das Tablinum (d) des Hausherrn befindet sich auf der nordöstlichen Seite des Atriums neben einem vierten Cubiculum. Dieses Tablinum ist im vierten Stil auf rotem Grund mit Girlanden und Zierleisten mit zentralen Tierbildern verziert. Die obere Zone des Dekors besteht aus architektonischen Motiven auf schwarzem Grund. Der weiße Mosaikboden wird von zwei schwarzen Bändern begrenzt.
Das Tablinum öffnet sich zu einem Peristyl (e) im Nordosten. Auf der anderen Seite dieses Innenhofes befindet sich ein Ausgang, der sich direkt zu einer Straße öffnete. Diese Straße aus Kopfsteinpflaster verband Stabiae mit dem darunter liegenden Ufer. Entlang der begleitenden Wände haben sich unzählige Graffiti und kleine Zeichnungen aus Holzkohle erhalten.
Mehrere Gegenstände wurden im oder um das Atrium und den Innenhof herum gefunden, darunter eine Bronzeskulptur eines Raben, eine Merkurstatue und ein bronzener Kronleuchter.

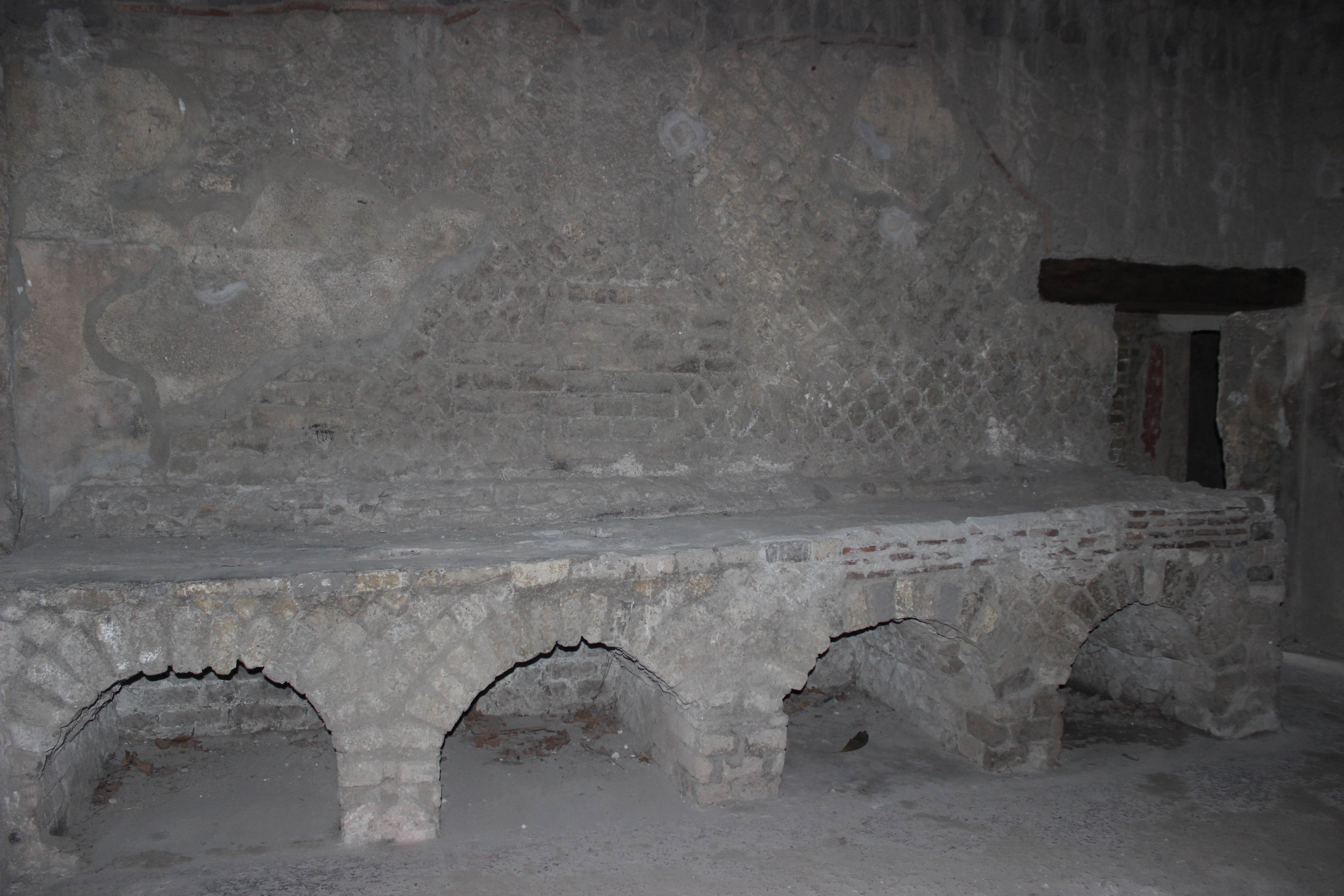
Küche

Die Küche (g), die sich westlich des Atriums befindet, ist ein großer rechteckiger Raum, dessen Ostwand rückseitig an das Lararium angrenzt. An der Nordwand befindet sich ein Tresen aus Backstein, auf dem gekocht wurde. Er wurde von einer Reihe geschwungener Terrakottafliesen begrenzt, die das für das Kochen erforderliche Holzkohlebett aufnehmen sollten. An der Unterseite befinden sich vier Bögen, die zur Lagerung von Töpfen oder Holz für das Feuer dienten. In der nordwestlichen Ecke befindet sich ein Becken, das zum Zeitpunkt der Ausgrabung kalkhaltig war.
Bei den ersten Ausgrabungen enthielt die Nordwand der Küche ein bemaltes Lararium, das jedoch 1752 entfernt wurde und heute im Archäologischen Nationalmuseum in Neapel zu sehen ist. Die restlichen Wände sind mit schlichtem, weißem Putz überzogen, sind aber wegen der zahlreichen Graffiti von Interesse, die das damalige Alltagsleben zeigen.

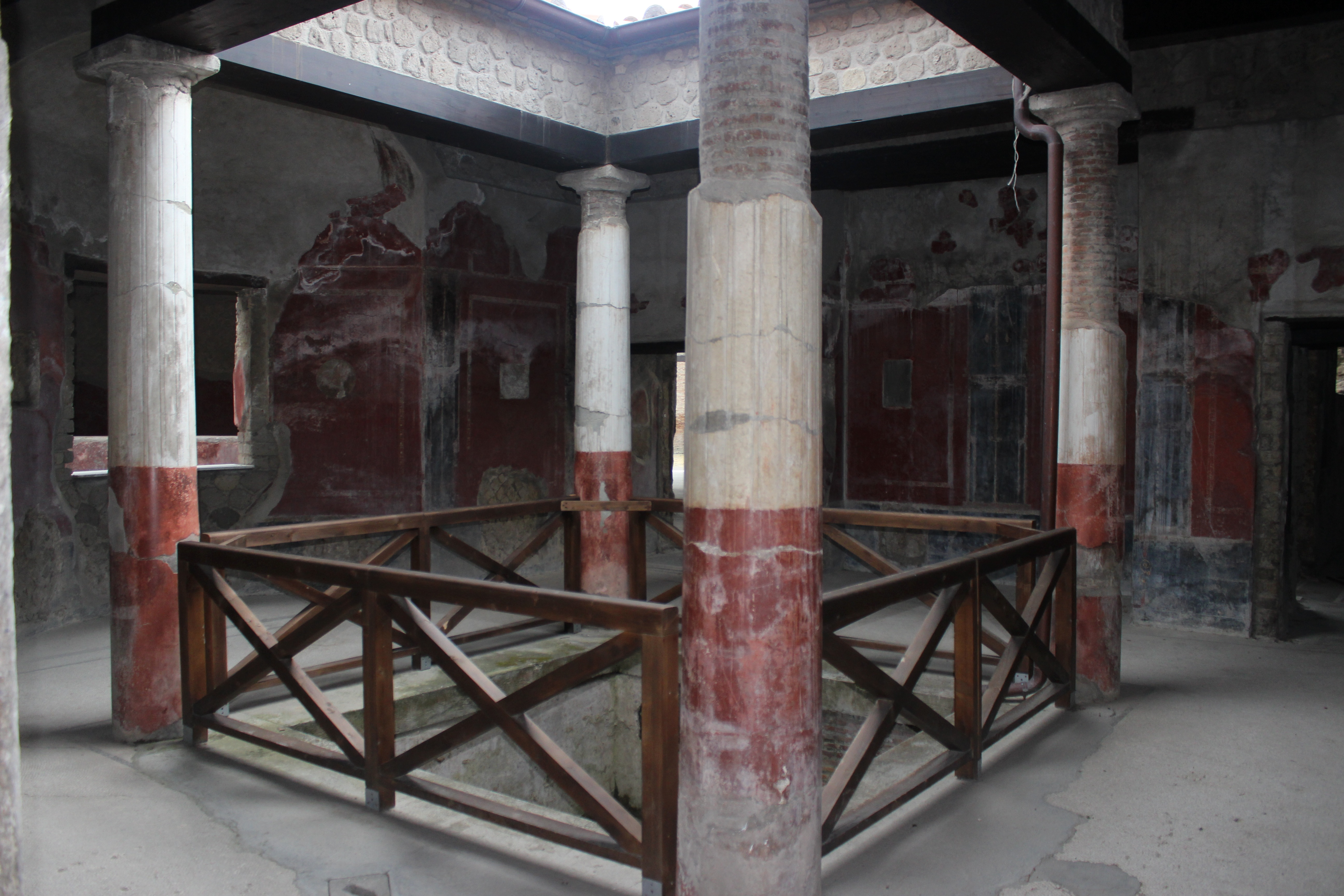
Thermenbereich

Ein Flur von der nordwestlichen Ecke des Atriums führt zu einem kleinen, aber luxuriösen privaten Thermenbereich, dessen Räume um ein zweites Atrium (i) gruppiert sind. Auch dieses Atrium ist im vierten Stil mit roten Flächen auf schwarzem Grund über einem unteren schwarzen Fries verziert. Die Bilder zeigen Szenen von Amoren, einem Ringer und Boxern in verschiedenen Posen.
Das Apodyterium (j) befindet sich auf der Westseite dieses Atriums. Von hier aus gingen die Badegäste in die Palästra (k), um durch sportliche Betätigung ins Schwitzen zu kommen, bevor sie das Tepidarium (l) betraten, das im dritten Stil auf schwarzem Grund bemalt ist. Hinter dem Tepidarium befindet sich das Caldarium mit seinem großen Bad. Wie das Tepidarium verfügt auch das Caldarium über Hypokausten, die die Zirkulation der warmen Luft ermöglichten. In der Mitte befand sich ein großer Kessel, der entfernt wurde und die darunter liegenden Hypokausten freilegte (Dieser Kessel war einer von mehreren Gegenständen, die nach England transportiert werden sollten und die 1798 verloren gingen, als das Schiff „Colossus“ vor der Küste Englands unterging). Beim Verlassen des Caldariums betrat der Badende das Frigidarium (n), das an seinem östlichen Ende ein mit Marmor ausgekleidetes Becken aufweist.
Ein Eingang von der Westseite des erwähnten Flurs öffnet sich zu einem großen Peristyl (o), das einen 30 m langen Garten und ein Becken enthält. Das Peristyl war mit Fresken von Neptun, Venus und einigen Athleten geschmückt, die von den Bourbonen entfernt wurden und heute im Museum von Neapel und dem Musée Condé in Chantilly (Frankreich) stehen. Ursprünglich stand eine Reihe von Platanen an den Seiten des Beckens, deren Wurzelhöhlen gefunden und von denen Abgüsse gemacht wurden; Archäologen haben berechnet, dass das Alter dieser Bäume zum Zeitpunkt des Vulkan-Ausbruchs zwischen 75 und 100 Jahren lag.

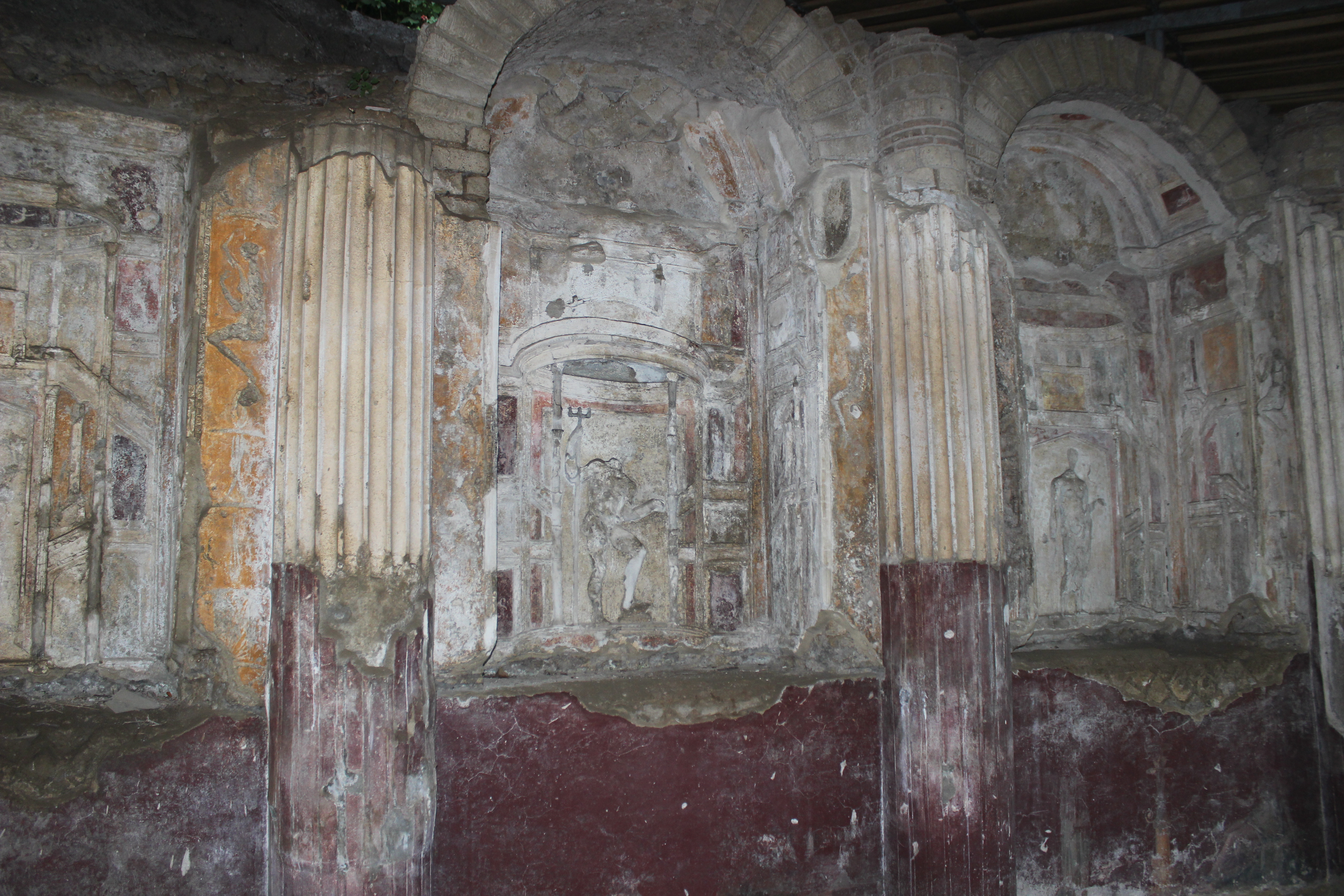
Nymphäum

Ein Nymphäum mit einer bemalten Fassade und einem zentralen Brunnen bildet den Abschluss des Peristyls. Das Nymphäum ist mit Nischen versehen, die mit Mosaiken und Stuck verziert sind.
Die Wände der Portikus sind im vierten Stil mit roten Tafeln auf schwarzem Grund über einem unteren schwarzen Fries verziert. Die obere Zone enthält viele feine Details, darunter auch die einer geflügelten Figur.
An jedem Ende der Seitengänge liegen verzierte Entspannungsräume. Der erste der Räume auf der Ostseite ist im vierten Stil mit mehreren Szenen, darunter eine von Perseus und Kassandra, bemalt, während die Decke in Form einer falschen Kuppel eine geflügelte Nike zeigt. Im nächsten Raum entdeckt man ein Bild der Entführung Europas durch Zeus (in Gestalt eines Stiers). Der letzte Raum (p) ist ebenfalls im vierten Stil eingerichtet und architektonisch interessanteste der drei.
Ein zweites, nur in wenigen Teilen erhaltenes Peristyl (q) nach Südwesten war noch größer (nach jüngsten Untersuchungen vielleicht bis zu 145 Meter lang). Die umliegende Portikus wurde von ungewöhnlichen spiralförmigen Säulen getragen, die während eines Erdbebens von 1980 umstürzten. Die Decke der Portikus war mit Gemälden geschmückt, die mehrere mythologische Szenen darstellen, darunter die Jahreszeiten und den Sonnenwagen des Phaethon. Fragmente einiger der Fresken sind im Antiquarium Stabiano zu sehen.

## Villa del Filosofo
Die 200 m landeinwärts der Villa San Marco gelegene Villa des Philosophen – vermutlich keine Luxusvilla, sondern eine Villa Rustica – wurde 1778 entdeckt. Sie verdankt ihren Namen einem hier gefundenen Ring, dessen geschnitzter Karneol die Büste eines Philosophen darstellt. Der Zugang zur Villa erfolgte über eine gepflasterte Straße; die Räume gruppierten sich um einen Innenhof mit einem Kryptoportikus mit Fenstern im Norden und Veranden im Süden und Osten, in dessen Mitte ein Altar aus Tuffstein und ein Brunnen stand. Die angrenzenden Räume dienten sowohl Wohn- als auch landwirtschaftlichen Zwecken.
Auch die Villa del Filosofo verfügte über eine eigene Therme mit einem weißen Bodenmosaik und dem Bild eines Delfins, während die Wände mit Fresken von Tieren und Masken bemalt waren. Da diese Villa nicht unter den Plünderungen der Bourbonenzeit leiden musste, konnten hier noch zahlreiche Funde gemacht werden, u. a. der oben erwähnte Ring, aber auch ein Elfenbeinkamm mit Darstellung der Venus, landwirtschaftliche Werkzeuge, Terrakottaobjekte, Kerzenständer, Bronzevasen, ein mit Stuck verzierter Ofen und das Skelett eines Pferdes.
Die Ruinen der Villa wurden nach der Erforschung wieder zugeschüttet.